# Lutherische Theologie und Kirche
Lutherische Theologie und Kirche (Untertitel: Vierteljahreszeitschrift für eine an Schrift und Bekenntnis gebundene lutherische Theologie) ist eine theologische Fachzeitschrift im Umfeld der SELK. Sie erscheint seit 1977 in Nachfolge der Zeitschrift Lutherischer Rundblick. 
Die Lutherische Theologische Hochschule Oberursel stellt den Herausgeberkreis, derzeit (Stand 7/2019) Christoph Barnbrock, Achim Behrens (Schriftleitung) und Gilberto da Silva.
Seit dem 33. Jahrgang 2009 erscheint die Zeitschrift im Partnerverlag der Hochschule, bei der Edition Ruprecht.